# Celine Song
Celine Song, właśc. Song Ha-yeong, kor. 송하영 (ur. 19 września 1988 w Korei Południowej) – kanadyjska dramaturg, reżyserka i scenarzystka filmowa pochodzenia koreańskiego. Jej debiut reżyserski Poprzednie życie (2023) otrzymał nominacje do Nagrody Akademii Filmowej dla najlepszego filmu i najlepszego scenariusza oryginalnego podczas 96. ceremonii wręczania Oscarów.

## Życiorys
Celine Song urodziła się w Korei Południowej. W wieku 12 lat wspólnie z rodzicami przeprowadziła się do Ontario w Kanadzie. Studiowała psychologię na Queen's University w Kingston. Następnie przeniosła się do Nowego Jorku, gdzie rozpoczęła naukę na Uniwersytecie Columbia. W 2014 roku uzyskała tytuł magistra sztuk teatralnych. Następnie pracowała dla teatru w charakterze dramaturga.
Wyreżyserowała i napisała scenariusz do filmu Poprzednie życie (2023). Otrzymała za niego nagrodę Independent Spirit za najlepszą reżyserię oraz nominację do Oscarów i Złotych Globów w kategorii najlepszy scenariusz.

## Filmografia
- 2023: Poprzednie życie (Past Lives)
- 2025: Materialists

## Życie prywatne
11 czerwca 2016 roku poślubiła reżysera Justina Kuritzkesa.